# Птолемей X Александр
Птолемей X Александр I (грец. Πτολεμαῖος Ἀλέξανδρος, нар. — 89 до н. е.) — цар Кіпру в 114 до н. е.—107 до н. е. роках, цар Єгипту у 107 до н. е.—89 до н. е. роках.

## Життєпис
Походив з династії Птолемеїв. Син Птолемея VIII, царя Єгипту, та Клеопатри ІІІ. Був улюбленцем матері, яка правила після смерті його батька у 116 до н. е. Клеопатра намагалася зробити царем саме Птолемея Александра, проте під тиском населення Олександрії відправила Александра намісником Кіпру. Тут він у 114 до н. е. оголосив себе царем й спокійно володарював на острові до 107 до н. е.
У 107 до н. е. в результаті змови Клеопатри III царя Птолемея IX було повалено, а новим царем оголошено саме Птолемея Александра. Втім реальна влада зберігалася у Клеопатри. Зрештою за наказом Птолемея X Клеопатру було отруєно. Все це викликало тимчасовий розгардіяш в країні. Цим скористався Птолемей Апіон, позашлюбний син Птолемея VIII, який захопив Киренаїну.
За Птолемея Александра Єгипет продовжив занепад, його міжнародний авторитет помітно впав, посилилися повстання всередині країни. Новий цар був нездатний вирішити ці проблеми. Для зміцнення свого становища він одружився зі своєю небогою — Беренікою III. Це на деякий час допомогло, проте незабаром марнотратство та гультяйство Птолемея X викликало широке невдоволення. До того у 96 році до н. е. він не зумів попередити захоплення Киренаїки Римом (хоча це відбулося за заповітом Птолемея Апіона, але до того цар не зробив жодного кроку щодо зміни такого заповіту).
Зрештою у 89 до н. е. повстала залога Олександрії. Спроба чинити спротив виявилася невдалою — Птолемей X змушений був тікати до м. Міри (Лікія), а владу собі повернув Птолемей IX. Втім Птолемей Александр зробив спробу захопити Кіпр, проте був розбитий у морській битві, потрапив у полон і був страчений.

## Родина
1. Дружина — Клеопатра Селена
Діти:
- Птолемей XI Александр

2. Дружина — Береніка III
Діти:
- дочка (ім'я невідоме)